# Shadow Racing Cars

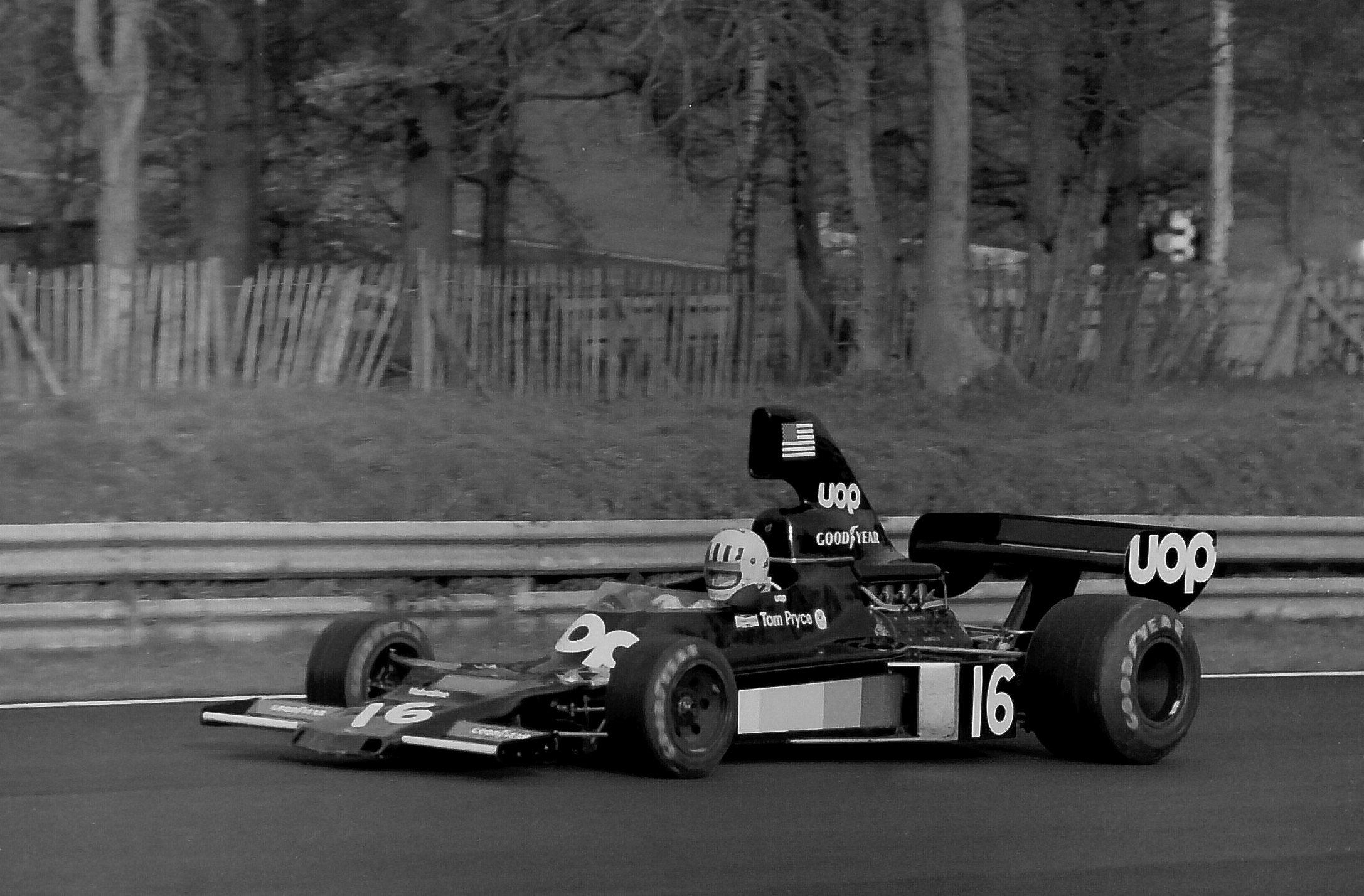
Tom Pryce en 1975.

Shadow Racing Cars fue un equipo británico de automovilismo con origen en Estados Unidos, que corrió en Fórmula 1 y en otras categorías en la década de 1970. Tuvo licencia estadounidense de 1973 a 1975 y británica de 1976 a 1980, por lo que fue el primer constructor que cambió oficialmente de nacionalidad.
La compañía fue fundada por Don Nichols en 1971 como Advance Vehicle Systems (Sistemas de Vehículos Avanzados), pero la escudería se llamaba Shadow. La escudería debutó en F1 en 1973 con los corredores Brian Redman y George Follmer. El equipo ganó una única carrera, el Gran Premio de Austria de 1977, la cual fue lograda como equipo británico.
En 1980 fue absorbido por Theodore Racing, pero por falta de fondos la escudería se quebró a mitad de la temporada.
En 2020, se revivió el nombre de Shadow Racing Cars como una marca italiana de tuning y de lujo. La marca fue adquirida por el empresario italiano Bernardo Manfrè y su proyecto presenta un plan de producción de vehículos para automoción y de coches de lujo. Sus primeros proyectos involucran una versión modificada del Dodge Challenger llamada Shadow DNB8 y un hypercar, que de momento no tiene nombre definitivo, pero según el sitio web italiano Grip Detective, se lo suele mencionar como el Shadow Hypercar.

## Historia

### Inicios tempranos en la Can-Am
Sus orígenes tuvieron lugar en la compañía Advanced Vehicle Systems (Sistemas de Vehículos Avanzados en inglés) fundada por Don Nichols en 1968. El inicio del camino deportivo de esta escudería fue en la Canadian-American Challenge Cup (Can-Am), donde debutó en 1970 presentando el Shadow Mk 1 equipado con un impulsor Chevrolet de bloque grande. A pesar de ser comparado con un go-kart por su pequeño tamaño, el AVS-Shadow Chevrolet demostró ser muy competitivo. Posteriormente y en su mayoría, los coches de la escudería eran identificados con las siglas DN (iniciales de Don Nichlols) y sus motores habitualmente eran provistos por Chevrolet. En 1972 la marca Shadow se adopta oficialmente como el nombre de la compañía y esta misma es rebautizada como Shadow Racing Cars. Para finales de ese mismo año Don Nichols anuncia que planea entrar por primera vez a la Fórmula 1 con el respaldo financiero de la compañía petrolera Universal Oil Products, conocida como UOP por sus siglas.

### Fórmula 1
Después de su debut en la Fórmula 1 con el monoplaza DN1, el equipo conocido en sus inicios como UOP Shadow Racing continuaría compitiendo regularmente en dicha competición, incluso ganando notoriedad por su color negro. De todos sus monoplazas, casi todos utilizaron el "omnipresente" Ford-Cosworth DFV, a excepción del Shadow DN7, el cual utilizó el motor Matra MS73 (un típico V12 de la compañía francesa). Siendo este además el regreso de Matra como proveedor de motores después de que el equipo compitiera por última vez en 1972.
Con el paso de los años los Shadows dejarían de ser negros y comenzarían a ser patrocinados por la tabacalera suiza Villiger (un fabricante de habanos), y finalmente por la tabacalera holandesa Samson, cuya librea "Burning Lion" ha sido incluida en el top de las más feas según el sitio web Esentially Sports.
Finalmente el equipo sería adquirido por el empresario millonario hongkonés, Teddy Yip. Su equipo de Fórmula 1, Theodore Racing, absorvería al equipo y Shadow competiría por última vez bajo su propio nombre en 1980. Inscrito bajo el nombre Theodore Shadow, el mismo competiría con los monoplazas DN11 y DN12. Después de competir por última vez en Fórmula 1 en el Gran Premio de Francia de 1980, nunca más se escuchó hablar del nombre Shadow en las carreras de Grandes Premios.

### Resurrección como marca italiana de alto rendimiento y lujo
Tras su paso por el Campeonato Mundial de Fórmula 1 de 1980 y su posterior bancarrota, la marca Shadow se mantuvo inactiva por casi 40 años. Sin embargo, este ostracismo finalizó en 2020, luego de que el emprendedor italiano Bernardo Manfrè anunciase la adquisición de la marca Shadow Racing Cars, reubicando sus cuarteles generales en Italia.
A diferencia de su predecesora anglosajona, la nueva Shadow inició sus actividades como un taller de preparado de alto rendimiento, con proyección a la producción propia en el futuro.
Además de concretar el regreso a la actividad de Shadow, Manfrè también propició su regreso al automovilismo deportivo, esta vez como patrocinador del equipo 42 Racing, un equipo con sede en Suiza con el que se asoció a partir de la Temporada 2020 de la NASCAR Whelen Euro Series.
En su regreso a la actividad industrial automotriz, Shadow anuncio 2 proyectos nuevos, un Dodge Challenger modificado conocido como Shadow DNB8 y un nuevo hypercar del que de momento no se sabe nada.

## Resultados

### Fórmula 1
(Clave) (negrita indica pole position) (cursiva indica vuelta rápida)

| Año     | Chasis       | Motor                    | Pilotos            | 1   | 2   | 3   | 4   | 5   | 6   | 7   | 8   | 9   | 10  | 11  | 12  | 13  | 14  | 15  | 16  | 17  | Puntos | Pos. |
| ------- | ------------ | ------------------------ | ------------------ | --- | --- | --- | --- | --- | --- | --- | --- | --- | --- | --- | --- | --- | --- | --- | --- | --- | ------ | ---- |
| 1973    | DN1          | Ford Cosworth DFV 3.0 V8 |                    | ARG | BRA | RSA | ESP | BEL | MON | SWE | FRA | GBR | NED | GER | AUT | ITA | CAN | USA |     |     | 9      | 8.º  |
| 1973    | DN1          | Ford Cosworth DFV 3.0 V8 | Jackie Oliver      |     |     | Ret | Ret | Ret | 10  | Ret | Ret | Ret | Ret | 8   | Ret | 11  | 3   | 15  |     |     | 9      | 8.º  |
| 1973    | DN1          | Ford Cosworth DFV 3.0 V8 | George Follmer     |     |     | 6   | 3   | Ret | DNS | 14  | Ret | Ret | 10  | Ret | Ret | 10  | 17  | 14  |     |     | 9      | 8.º  |
| 1973    | DN1          | Ford Cosworth DFV 3.0 V8 | Brian Redman       |     |     |     |     |     |     |     |     |     |     |     |     |     |     | DSQ |     |     | 9      | 8.º  |
| 1974    | DN1 DN3      | Ford Cosworth DFV 3.0 V8 |                    | ARG | BRA | RSA | ESP | BEL | MON | SWE | NED | FRA | GBR | GER | AUT | ITA | CAN | USA |     |     | 7      | 8.º  |
| 1974    | DN1 DN3      | Ford Cosworth DFV 3.0 V8 | Peter Revson       | Ret | Ret | DNP |     |     |     |     |     |     |     |     |     |     |     |     |     |     | 7      | 8.º  |
| 1974    | DN1 DN3      | Ford Cosworth DFV 3.0 V8 | Brian Redman       |     |     |     | 7   | 18  | Ret |     |     |     |     |     |     |     |     |     |     |     | 7      | 8.º  |
| 1974    | DN1 DN3      | Ford Cosworth DFV 3.0 V8 | Bertil Roos        |     |     |     |     |     |     | Ret |     |     |     |     |     |     |     |     |     |     | 7      | 8.º  |
| 1974    | DN1 DN3      | Ford Cosworth DFV 3.0 V8 | Tom Pryce          |     |     |     |     |     |     |     | Ret | Ret | 8   | 6   | Ret | 10  | Ret | NC  |     |     | 7      | 8.º  |
| 1974    | DN1 DN3      | Ford Cosworth DFV 3.0 V8 | Jean-Pierre Jarier | Ret | Ret | DNP | NC  | 13  | 3   | 5   | Ret | 12  | Ret | 8   | 8   | Ret | Ret | 10  |     |     | 7      | 8.º  |
| 1975    | DN3 DN5      | Ford Cosworth DFV 3.0 V8 |                    | ARG | BRA | RSA | ESP | MON | BEL | SWE | NED | FRA | GBR | GER | AUT | ITA | USA |     |     |     | 9.5    | 6.º  |
| 1975    | DN3 DN5      | Ford Cosworth DFV 3.0 V8 | Tom Pryce          | 12  | Ret | 9   | Ret | Ret | 6   | Ret | 6   | Ret | Ret | 4   | 3   | 6   | NC  |     |     |     | 9.5    | 6.º  |
| 1975    | DN3 DN5      | Ford Cosworth DFV 3.0 V8 | Jean-Pierre Jarier | DNS | Ret | Ret | 4   | Ret | Ret | Ret | Ret | 8   | 14  | Ret |     |     | Ret |     |     |     | 9.5    | 6.º  |
| 1975    | DN7          | Matra MS73 3.0 V12       | Jean-Pierre Jarier |     |     |     |     |     |     |     |     |     |     |     | Ret | Ret |     |     |     |     | 0      | NC   |
| 1976    | DN5 DN5B DN8 | Ford Cosworth DFV 3.0 V8 |                    | BRA | RSA | USW | ESP | BEL | MON | SWE | FRA | GBR | GER | AUT | NED | ITA | CAN | USA | JPN |     | 10     | 8.º  |
| 1976    | DN5 DN5B DN8 | Ford Cosworth DFV 3.0 V8 | Tom Pryce          | 3   | 7   | Ret | 8   | 10  | 7   | 9   | 8   | 4   | 8   | Ret | 4   | 8   | 11  | Ret | Ret |     | 10     | 8.º  |
| 1976    | DN5 DN5B DN8 | Ford Cosworth DFV 3.0 V8 | Jean-Pierre Jarier | Ret | Ret | 7   | Ret | 9   | 8   | 12  | 12  | 9   | 11  | Ret | 10  | 19  | 18  | 10  | 10  |     | 10     | 8.º  |
| 1977    | DN5B DN8     | Ford Cosworth DFV 3.0 V8 |                    | ARG | BRA | RSA | USW | ESP | MON | BEL | SWE | FRA | GBR | GER | AUT | NED | ITA | USA | CAN | JPN | 23     | 7.º  |
| 1977    | DN5B DN8     | Ford Cosworth DFV 3.0 V8 | Tom Pryce          | NC  | Ret | Ret |     |     |     |     |     |     |     |     |     |     |     |     |     |     | 23     | 7.º  |
| 1977    | DN5B DN8     | Ford Cosworth DFV 3.0 V8 | Alan Jones         |     |     |     | Ret | Ret | 6   | 5   | 17  | Ret | 7   | Ret | 1   | Ret | 3   | Ret | 4   | 4   | 23     | 7.º  |
| 1977    | DN5B DN8     | Ford Cosworth DFV 3.0 V8 | Renzo Zorzi        | Ret | 6   | Ret | Ret | Ret |     |     |     |     |     |     |     |     |     |     |     |     | 23     | 7.º  |
| 1977    | DN5B DN8     | Ford Cosworth DFV 3.0 V8 | Riccardo Patrese   |     |     |     |     |     | 9   | Ret |     | Ret | Ret | 10  |     | 13  | Ret |     | 10  | 6   | 23     | 7.º  |
| 1977    | DN5B DN8     | Ford Cosworth DFV 3.0 V8 | Jackie Oliver      |     |     |     |     |     |     |     | 9   |     |     |     |     |     |     |     |     |     | 23     | 7.º  |
| 1977    | DN5B DN8     | Ford Cosworth DFV 3.0 V8 | Arturo Merzario    |     |     |     |     |     |     |     |     |     |     |     | Ret |     |     |     |     |     | 23     | 7.º  |
| 1977    | DN5B DN8     | Ford Cosworth DFV 3.0 V8 | Jean-Pierre Jarier |     |     |     |     |     |     |     |     |     |     |     |     |     |     | 9   |     |     | 23     | 7.º  |
| 1978    | DN8 DN9      | Ford Cosworth DFV 3.0 V8 |                    | ARG | BRA | RSA | USW | MON | BEL | ESP | SWE | FRA | GBR | GER | AUT | NED | ITA | USA | CAN |     | 6      | 11.º |
| 1978    | DN8 DN9      | Ford Cosworth DFV 3.0 V8 | Hans-Joachim Stuck | 17  | Ret | DNQ | DNS | Ret | Ret | Ret | 11  | 11  | 5   | Ret | Ret | Ret | Ret | Ret | Ret |     | 6      | 11.º |
| 1978    | DN8 DN9      | Ford Cosworth DFV 3.0 V8 | Clay Regazzoni     | 15  | 5   | DNQ | 10  | DNQ | Ret | 15  | 5   | Ret | Ret | DNQ | NC  | DNQ | NC  | 14  | DNQ |     | 6      | 11.º |
| 1979    | DN9          | Ford Cosworth DFV 3.0 V8 |                    | ARG | BRA | RSA | USW | ESP | BEL | MON | FRA | GBR | GER | AUT | NED | ITA | CAN | USA |     |     | 3      | 10.º |
| 1979    | DN9          | Ford Cosworth DFV 3.0 V8 | Jan Lammers        | Ret | 14  | Ret | Ret | 12  | 10  | DNQ | 18  | 11  | 10  | Ret | Ret | DNQ | 9   | DNQ |     |     | 3      | 10.º |
| 1979    | DN9          | Ford Cosworth DFV 3.0 V8 | Elio de Angelis    | 7   | 12  | Ret | 7   | Ret | Ret | DNQ | 16  | 12  | 11  | Ret | Ret | Ret | Ret | 4   |     |     | 3      | 10.º |
| 1980    | DN11 DN12    | Ford Cosworth DFV 3.0 V8 |                    | ARG | BRA | RSA | USW | BEL | MON | FRA | GBR | GER | AUT | NED | ITA | CAN | USA |     |     |     | 0      | NC   |
| 1980    | DN11 DN12    | Ford Cosworth DFV 3.0 V8 | Stefan Johansson   | DNQ | DNQ |     |     |     |     |     |     |     |     |     |     |     |     |     |     |     | 0      | NC   |
| 1980    | DN11 DN12    | Ford Cosworth DFV 3.0 V8 | Geoff Lees         |     |     | 13  | DNQ | DNQ | DNQ | DNQ |     |     |     |     |     |     |     |     |     |     | 0      | NC   |
| 1980    | DN11 DN12    | Ford Cosworth DFV 3.0 V8 | David Kennedy      | DNQ | DNQ | DNQ | DNQ | DNQ | DNQ | DNQ |     |     |     |     |     |     |     |     |     |     | 0      | NC   |
| Fuente: |              |                          |                    |     |     |     |     |     |     |     |     |     |     |     |     |     |     |     |     |     |        |      |